# リヴォルノ・フェッラーリス
リヴォルノ・フェッラーリス（イタリア語: Livorno Ferraris）は、イタリア共和国ピエモンテ州ヴェルチェッリ県にある、人口約4,200人の基礎自治体（コムーネ）。

## 名称
もとはリヴォルノ・ヴェルチェレーゼ (Livorno Vercellese) や リヴォルノ・ピエモンテ (Livorno Piemonte) という名で呼ばれていたが、当地生まれの電気技術者・物理学者ガリレオ・フェラリス（1847年 - 1897年）にちなみ改称された。

## 地理

### 位置・広がり
ヴェルチェッリ県南西部に位置するコムーネで、県都ヴェルチェッリから西へ26km、ビエッラから南へ31km、州都トリノから北東へ39kmの距離にある。
コムーネ面積は 58.11 km2 で、北西-南東方向に長い領域を持つ。リヴォルノ・フェッラーリスの町は町域北西部に位置している。
| 隣接するコムーネは以下の通り。 - ビアンツェ - 北 - トリーノ - 東 - フォンタネット・ポー - 南東 - クレシェンティーノ - 南 - ランポーロ - 南 - サルッジャ - 南西 - チリアーノ - 西 - モンクリヴェッロ - 北西 |

## 行政

### 分離集落
リヴォルノ・フェッラーリスには、以下の分離集落（フラツィオーネ）がある。
- Castell'Apertole, Colombara, Garavoglie, Gerbidi, San Giacomo

## 姉妹都市
- Pont-de-Chéruy、フランス